# Campeonato Amapaense 2001
In 2001 werd het 56ste Campeonato Amapaense gespeeld voor voetbalclubs uit de Braziliaanse staat Amapá. De competitie werd gespeeld van 17 april tot 12 augustus en werd georganiseerd door de FAF. Independente werd kampioen.
Clubs die scoreloos gelijkspeelden kregen geen punten. Clubs die gelijkspeelden met doelpunten namen strafschoppen, de winnaar kreeg dan twee punten en de verliezer één punt. 

## Eerste toernooi

### Groep A
| Plaats | Club         | Wed. | W | G+2 | G+1 | G+0 | V | Saldo | Ptn. |
| ------ | ------------ | ---- | - | --- | --- | --- | - | ----- | ---- |
| 1.     | Independente | 5    | 3 | 0   | 1   | 0   | 1 | 11:7  | 10   |
| 2.     | Aliança      | 5    | 1 | 1   | 1   | 0   | 2 | 6:9   | 6    |
| 3.     | Cristal      | 5    | 1 | 1   | 0   | 1   | 2 | 4:7   | 5    |
| 4.     | Amapá        | 5    | 1 | 1   | 0   | 1   | 2 | 3:6   | 5    |
| 5.     | Santos       | 5    | 1 | 0   | 1   | 1   | 2 | 4:5   | 4    |

|  | Geplaatst voor finale |

### Groep B
| Plaats | Club      | Wed. | W | G+2 | G+1 | G+0 | V | Saldo | Ptn. |
| ------ | --------- | ---- | - | --- | --- | --- | - | ----- | ---- |
| 1.     | São José  | 5    | 4 | 0   | 0   | 0   | 1 | 10:4  | 12   |
| 2.     | Ypiranga  | 5    | 3 | 1   | 0   | 0   | 1 | 8:4   | 11   |
| 3.     | Mazagão   | 5    | 1 | 1   | 2   | 1   | 0 | 8:5   | 7    |
| 4.     | São Paulo | 5    | 1 | 0   | 1   | 1   | 2 | 5:6   | 4    |
| 5.     | Oratório  | 5    | 0 | 0   | 1   | 1   | 3 | 3:9   | 1    |

|  | Geplaatst voor finale |

### Finale
|                |          |       |              |  |
| 24 juli Finale | São José | 0 – 2 | Independente |  |
| 24 juli Finale |          |       |              |  |

## Tweede toernooi

### Groep A
| Plaats | Club         | Wed. | W | G+2 | G+1 | G+0 | V | Saldo | Ptn. |
| ------ | ------------ | ---- | - | --- | --- | --- | - | ----- | ---- |
| 1.     | Independente | 4    | 3 | 1   | 0   | 0   | 0 | 10:2  | 11   |
| 2.     | Cristal      | 4    | 2 | 0   | 1   | 1   | 0 | 5:2   | 7    |
| 3.     | Amapá        | 4    | 2 | 0   | 0   | 1   | 1 | 4:1   | 6    |
| 4.     | Santos       | 4    | 1 | 0   | 0   | 0   | 3 | 4:10  | 3    |
| 5.     | Aliança      | 4    | 0 | 0   | 0   | 0   | 4 | 1:9   | 0    |

|  | Geplaatst voor finale |

### Groep B
| Plaats | Club      | Wed. | W | G+2 | G+1 | G+0 | V | Saldo | Ptn. |
| ------ | --------- | ---- | - | --- | --- | --- | - | ----- | ---- |
| 1.     | São José  | 4    | 3 | 0   | 0   | 0   | 1 | 10:1  | 9    |
| 2.     | Ypiranga  | 4    | 3 | 0   | 0   | 0   | 1 | 8:6   | 9    |
| 3.     | Mazagão   | 4    | 2 | 0   | 0   | 0   | 2 | 7:6   | 6    |
| 4.     | São Paulo | 4    | 2 | 0   | 0   | 0   | 2 | 7:9   | 6    |
| 5.     | Oratório  | 4    | 0 | 0   | 0   | 0   | 4 | 3:13  | 0    |

|  | Geplaatst voor finale |

### Finale
|                |              |       |          |  |
| 29 juli Finale | Independente | 0 – 0 | São José |  |
| 29 juli Finale |              |       |          |  |

## Finale
In geval van gelijkspel werd er een verlenging gespeeld, tussen haakjes weergegeven. 
|                 |              |       |          |  |
| 5 augustus Heen | Independente | 0 – 0 | São José |  |
| 5 augustus Heen |              |       |          |  |

|                   |          |               |              |  |
| 12 augustus Terug | São José | 1 – 1 (0 - 1) | Independente |  |
| 12 augustus Terug |          |               |              |  |

### Kampioen
| Campeonato Amapaense de 2001     |
| Amapá                            |
| -------------------------------- |
| INDEPENDENTE Kampioen (5° titel) |